# Doing DaVinci
Doing DaVinci (с англ. — «Делая да Винчи») — научно-популярная телевизионная программа на канале Discovery Channel, в которой ведущие пытались создать изобретения Леонардо да Винчи.

## Ведущие
Изобретения создаются командой из шести человек:
- Валек Сайкс — эксперт по спецэффектам, механический дизайнер и актёр.

- Билл Дагган — плотник и ведущий Curb Appeal[англ.].

- Флэш Хопкинс — художник, строитель и давний участник Burning Man.

- Юрген Хейманн — дизайнер и кукловод.

- Алан Бовинетт — предприниматель и инженер-механик.[1]

- Терри Сандин — инженер-механик и аниматроник, автор программы «Изобрести будущее».

Команда консультируется с исследователем Джонатаном Певснером, чтобы разобраться в изобретениях и выбрать материалы для их строительства.

## Эпизоды
| № | Название               | Дата премьеры                       |
| --- | ---------------------- | ----------------------------------- |
| 01 | «Armored Tank»         | апрель 13, 2009                     |

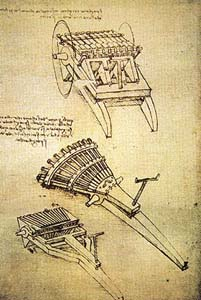
«Machine Gun»

| Команда создает бронированный танк с шестеренчатым двигателем, управляемый командой из восьми человек и способный вести огонь на всех 360 градусах. |                        |                                     |
| 02 | «Siege Ladder»         | апрель 20, 2009                     |
| 03 | «Scythe Chariot»       | апрель 27, 2009                     |
| 04 | «Machine Gun»          | май 4, 2009                         |
| Команда создает многоствольную пушку, способную сделать одиннадцать выстрелов одновременно.                                                         |                        |                                     |
| 05 | «Self Propelled Carts» | май 11, 2009                        |
| Команда разделилась на две части и соревнуются в создании самой быстрой самоходной тележки.                                                         |                        |                                     |
| 06 | «Catapult»             | май 18, 2009                        |
| 07 | «Air Screw»            | август 16, 2010                     |
| 08 | «Crossbow Machine»     | август 23, 2010                     |
| 09 | «Double Catapult»      | сентябрь 22, 2010 (South East Asia) |
| 10 | «Springald Cannon»     | сентябрь 29, 2010 (South East Asia) |